# Андре Стефанов
Андре Стефанов е български революционер, деец на Вътрешната македоно-одринска революционна организация.

## Биография
Андре Стефанов е роден през 1870 година в битолското село Сопотница, тогава в Османската империя. Присъединява се към ВМОРО и на 19 юли 1903 година влиза в четата на Сотир Ристев, с която участва в Илинденско-Преображенското въстание през лятото на 1903 година. Взима участие в нападението на черкезкото Ново село на 20 юли.
В 1910 година при Обезоръжителната акция на младотурците е арестуван, пребит и осакатен доживот, за да предаде оръжието си, но не предава нищо.
На 15 април 1943 година, като жител на Гявато, подава молба за народна пенсия, която е одобрена и отпусната от Министерския съвет на Царство България.